# Pita Limjaroenrat
Pita Limjaroenrat (tai: พิธา ลิ้มเจริญรัตน์)  (Bangkok, 5 de setembre de 1980) és un empresari i polític tailandès, líder del Partit Avançar.

## Biografia
Pita va néixer el 5 de setembre de 1980. És el fill gran de Pongsak Limjaroenrat, antic conseller del ministre d'Agricultura i de Linda Limjaroenrat. És nebot de Padung Limjaroenrat, antic secretari del ministre de l'Interior i col·laborador proper del llavors primer ministre Thaksin Shinawatra.
Abans de ser enviat a Nova Zelanda pel seu pare, Pita va estudiar primària a l'escola cristiana de Bangkok. Va tornar a Tailàndia i va cursar una llicenciatura en finances a la Facultat de Comerç i Comptabilitat de la Universitat Thammasat, on es va graduar el 2002 amb honors i on va obtenir una beca per estudiar a la Universitat de Texas a Austin. Més endavant va rebre una beca d'estudis internacionals a la Universitat Harvard, convertint-se en el primer estudiant tailandès a fer-ho. Va cursar conjuntament un màster en polítiques públiques a la Escola de Govern John F. Kennedy de la Universitat Harvard i un màster en administració d'empreses a la Sloan School of Management del Massachusetts Institute of Technology.
Als 25 anys i només un any després de començar el seu màster, va morir el seu pare i Pita va haver d'aparcar els estudis i tornar a Tailàndia per assumir el càrrec de director general del CEO Agrifood, un negoci d'Oli de segó d'arròs dirigit per la seva família. L'empresa va poder recuperar el seu lloc dos anys després i va permetre a Pita tornar als Estats Units on va acabar el seu màster el 2011.
També va exercir com a director executiu de l'empresa Grab Thailand entre 2017 i 2018.

## Carrera política
Pita es va unir inicialment com a membre del Partit Futur Endavant. Per invitació del líder del partit Thanathorn Juangroongruangkit, va acceptar l'oferta per convertir-se en candidat a les eleccions generals de Tailàndia de 2019 i va guanyar un escó a la Cambra de Representants com a quart representant de la llista del partit del seu partit.
El juliol de 2019, va pronunciar un discurs a la Cambra de Representants on va parlar de la "Teoria dels cinc botons" on va demanar al govern que es concentrés en cinc polítiques agrícoles: la propietat de la terra, els deutes dels agricultors, el cultiu del cànnabis, l'agroturisme i els recursos hídrics. Tot i pertànyer a un altre partit, el seu discurs va ser elogiat pel ministre de l'Interior, Anupong Paochinda.
Dues setmanes després de la dissolució del seu partit, va ser nomenat nou líder del Partit Avançar, on se li van unir 54 diputats més del partit dissolt i va ser elegit formalment el 14 de març de 2020.
El partit Avançar va guanyar eleccions generals de Tailàndia de 2023. però quan Limjaroenrat se sotmetia a una segona votació parlamentària per intentar ser elegit com a primer ministre, va ser suspès com a diputat pel Tribunal Constitucional de Tailàndia i Srettha Thavisin, del Partit Pheu Thai, acabà sent el nomenat. El 7 d'agost de 2024, més d'un any després de les eleccions generals, el Partit Avançar va ser dissolt pel Tribunal Constitucional en una sentència que va prohibir a Pita i altres líders del partit participar en política durant deu anys, i va donar suport i es va convertir en membre de la reencarnació d'Avançar, el Partit Popular de Tailàndia. Més tard aquell mes, va començar una beca a la Kennedy School of Government de la Universitat Harvard.

## Vida personal
Pita es va casar amb l'actriu Chutima Teepanart el 12 de desembre de 2012 però se'n va divorciar el març de 2019. Tenen una filla anomenada Pipim.